# 陳政忠
陳政忠（1955年4月1日—），中華民國無黨籍政治人物，曾任臺北市議會議員、財團法人臺北市陳安文教基金會董事長。
女兒陳怡潔曾擔任親民黨不分區立法委員以及該黨發言人。

## 早年
陳政忠出生於台北市社子，父親陳安為翻砂石工人，母親林盡為林榮三姊姊，從小就送給陳家當童養媳。陳政忠有兩名弟弟，分別為陳政輝、陳政憲。陳政忠早年家境貧困，母親林盡曾因籌不出父親的醫藥費及子女教育費用而投河自盡未果、獲救，童年貧苦的生活使陳政忠及早立定志向要賺錢致富。
陳政忠初中起於舅舅林堉琪旗下的宏國建設工讀，一路從工地、建設到採購部門學習房地產買賣、工程建設的基本知識。
1970年，其於宏國建設升遷至總務處經理後，與作為同事的妻子林玉芬聯同幾位老同事合夥創業，成立宏福建設，並於建築業快速崛起。

## 從政
投入政壇後，多次當選台北市議員，並曾出任國民黨台北市議會黨團書記長，因涉嫌掏空宏福集團而遭台北地院判刑後遭國民黨開除黨籍。後來以無黨籍繼續參選，並提起上訴。
2024年7月17日，陳政忠被控操縱宏福建設股票等案經纏訟23年，台灣高等法院更四審時依操縱股價罪判刑4年、虛偽記載公開說明書罪判刑2年，最高法院駁回上訴定讞，檢方啟動防逃機制，後續其議員身分遭解除，結束長達38年半的議會問政生涯。

## 事件及爭議

### 宏福集團掏空案
陳政忠為宏福機構關係企業創辦人及股東，自1993年起陸續掏空宏福建設資產、操縱宏福建設股票，不法所得新台幣60餘億元，台北地檢署曾於2001年間依背信、詐欺、業務侵占、違反證券交易法等罪起訴陳政忠，求刑15年。
台北地方法院一審依操縱股票、背信、虛偽記載公開說明書等罪，將陳政忠判刑20年，是當時有期徒刑的最高刑度。陳不服，遂上訴。此案纏訟20餘年，高等法院更三審曾因認為難以認定陳政忠指示宏福建設作案，故判決陳政忠無罪。
但更四審再次認定陳政忠有罪，依證交法影響集中交易市場有價證券交易價格之操縱行為罪判刑4年，並依募集有價證券之公開說明書記載虛偽罪判刑2年，2024年7月17日最高法院駁回上訴，全案定讞。

## 選舉紀錄
| 年度 | 選舉屆數               | 選舉區           | 所屬政黨   | 得票數 | 得票率 | 當選標記 | 備註 |
| ---- | ---------------------- | ---------------- | ---------- | ------ | ------ | -------- | ---- |
| 1985 | 第五屆臺北市議員選舉   | 臺北市第一選舉區 | 中國國民黨 | 21,945 | 9.24%  |          |      |
| 1989 | 第六屆臺北市議員選舉   | 臺北市第一選舉區 | 中國國民黨 | 19,899 | 7.06%  |          |      |
| 1994 | 第七屆臺北市議員選舉   | 臺北市第一選舉區 | 中國國民黨 | 22,438 | 7.69%  |          |      |
| 1998 | 第八屆臺北市議員選舉   | 臺北市第一選舉區 | 中國國民黨 | 23,490 | 7.66%  |          |      |
| 2002 | 第九屆臺北市議員選舉   | 臺北市第一選舉區 | 中國國民黨 | 22,027 | 7.93%  |          |      |
| 2006 | 第十屆臺北市議員選舉   | 臺北市第一選舉區 | 無黨籍     | 17,190 | 6.45%  |          |      |
| 2010 | 第十一屆臺北市議員選舉 | 臺北市第一選舉區 | 無黨籍     | 18,733 | 6.28%  |          |      |
| 2014 | 第十二屆臺北市議員選舉 | 臺北市第一選舉區 | 無黨籍     | 16,623 | 5.44%  |          |      |
| 2018 | 第十三屆臺北市議員選舉 | 臺北市第一選舉區 | 無黨籍     | 17,613 | 6.28%  |          |      |
| 2022 | 第十四屆臺北市議員選舉 | 臺北市第一選舉區 | 無黨籍     | 18,256 | 6.63%  | 因案解職 |      |

## 外部連結
- 陳政忠的Facebook專頁
- 台北市議員 陳政忠的Facebook專頁
- YouTube上的台北市議員陳政忠頻道